# 독일 국방군의 사단 목록
이것은 제2차 세계 대전의 독일군 제사단 목록이다. 여기서 "사단"은 지상전투부대만을 의미하며, 공군 전투기 부대 편제 상의 "사단"은 포함되어 있지 않다.
전쟁이 진행되면서 많은 부대들이 전멸, 괴멸, 해산, 재편성 등의 과정을 거쳤다. 또한 독일군의 조직 운용 사상이나 전황 이 많은 각급 제대 부대들(주로 중대, 대대, 연대 급)를 여기저기에 배치하거나 배속시키는 사례가 너무 많아서 지금도 전사연구가들을 골치아프게 하고 있다. 또한 각종 전투단이나 독립 대대, 독립 연대, 여단들도 많이 존재했다. 그러나 영어판 위키백과가 원문인 이 문서에서는 그런 경우들은 모두 제외하고 사단급 부대만 작성되어 있다. 사단급 부대를 제외한 다른 부대 목록은 별도의 문서가 필요할 것이다.
이 문서에는 "개편"과 "개칭"이 혼재한다. 비슷한 것 같지만 서로 다르다.
- 개칭 : 부대의 규모나 임무는 바뀌지 않은 채 이름만 바꾼 경우다.
- 개편 또는 재편성 : 부대 성격 및 임무 자체가 완전히 다른 것으로 바뀐 경우다. 대개 이름까지 바뀌게 된다.

## 용어 설명
척탄병(Grenadier)
독일군의 전통 용어다. 본래는 18세기에 프로이센군의 수류탄 투척병을 가리키는 단어였다. 이들의 임무는 적 보병대나 진지에 최대한 가까이 접근하여 유탄을 투척하는 것이었고, 따라서 그만큼 용기와 훈련이 잘되어야 했다. 그러므로 척탄병은 정예 부대를 가리키는 뜻이 되었다. 현대 독일군에서는 일반 보병과 대비되어 기계화보병(Panzergrenadier)을 가리키는 용어로 사용된다.
엽병(Jäger)
이 단어 역시 독일군의 전통 용어로서 사냥꾼(Jager)들로 부대를 편성한 것에서 유래한다. 그러나 19세기 이후에는 정예병임을 나타내는 수식어로 사용되고 있다. 미국의 "sharpshooter"도 이와 같은 용례이다.
산악엽병(Gebirgsjäger)
전통적으로 산악/스키병을 가리킨다.
교도(Lehr)
교도부대는 교육부대이지만 전쟁 후반 급속한 병력 소모로 전투에 참전하게 되었다.
서수(Nummer)
"숫자"란 의미지만, 여기서는 사단명에 붙는 단대호를 가리킨다. 자세한 내용은 아래쪽에 보병사단 항목을 참조하라
기갑(Panzer)
독일어의 Panzer는 "판처"라고 읽으며, 의미는 전차 또는 제장갑 등, 여러가지를 가진다.
돌격(Sturm)
"폭풍" 또는 "돌격". 실제로 "돌격"을 하라는 의미보다는 나치식 선동 구호로 사용되었다. 대표적인 사례가 돌격소총(Sturmgewehr)같은 것이며, 전공을 세운 부대에 훈장처럼 수여되는 경우도 많다.
국민(Volks)
보통 한국어로는 "국민의" 정도로 번역한다. 전쟁 말기에 병력이 부족해진 독일은 30대~40대의 예비역과 10대 청소년들을 동원하면서 "Volksgrenadier"(국민척탄병) 사단을 편성한다. 이것 역시 나치식 선동술의 일환으로 만들어진 단어지만, 이들의 전력으로서의 가치는 낮았다.
특수배치(z. b. V.)
"zur besonderen Verwendung"의 축약어.
Volks, Sturm, Grenadier 등은 때때로 단순히 군대의 사기를 높이기 위해 사용되는 경우가 많았지만, 실제로 부대 조직이나 능력, 임무를 나타내기도 한다. 특히 Grenadier는 Panzer와 결합하여 기갑척탄병(Panzergrenaier)이라 하여 일반 보병과 대비되는 병과를 나타낸다. 기계화보병(줄여서 "기보")으로 부르는 병과이다.

## 육군

### 기갑사단

#### 서수사단
- 제1기갑사단
- 제2기갑사단
- 제3기갑사단
- 제4기갑사단
- 제5기갑사단
- 제6기갑사단 (제1경기계화사단을 재편성함)
- 제7기갑사단 (제2경기계화사단을 재편성함)
- 제8기갑사단 (제3경기계화사단을 재편성함)
- 제9기갑사단 (제4경기계화사단을 재편성함)
- 제10기갑사단
- 제11기갑사단
- 제12기갑사단 (이전에 제2차량화보병사단을 개편)
- 제13기갑사단 (이전에 제13보병사단, 제13차량화보병사단에서 개편되었고, 제2기갑사단 펠트헤른할레로 개칭)
- 제14기갑사단 (이전에 제4보병사단)
- 제15기갑사단 (이전 제33보병사단, 제15기갑척탄병사단으로 개편)
- 제16기갑사단 (제16보병사단을 개편함)
- 제17기갑사단 (이전에 제27보병사단)
- 제18기갑사단 (나중에 제18포병사단)
- 제19기갑사단 (이전에 제19보병사단)
- 제20기갑사단
- 제21기갑사단 (이전에 제5경사단)
- 제22기갑사단
- 제23기갑사단
- 제24기갑사단 (제1기병사단을 개편함)
- 제25기갑사단
- 제26기갑사단 (제23보병사단을 개편함)
- 제27기갑사단
- 제116기갑사단 빈트훈드 (이전에 제16(보병/차량화보병/기갑척탄병)사단으로 개칭)
- 제155예비기갑사단 (이전에 제155사단, 제155(차량화보병/기갑)사단
- 제178기갑사단 (이전에 제178사단)
- 제179예비기갑사단 (이전에 제179사단, 제179(차량화보병/기갑)사단
- 제232기갑사단 (이전에 기갑 사단 Tatra, Panzer 훈련 사단 Tatra)
- 제233예비기갑사단 (이전에 사단 번호 233 (차량화), 기갑척탄병 사단 사단번호 233과 기갑 사단 번호 233을 거쳐 나중에 제기갑 사단 클라우제비츠로 개칭되었다)
- 제273예비기갑사단

#### 명칭 사단
- 기갑사단 클라우제비츠, 이전에 제233(차량화보병/기갑척탄병/기갑/예비기갑사단)에서 개칭
되베리츠(Doberitz), 슐레지엔(Schlesien), 홀슈타인(Holstein)은 클라우제비츠 사단과 거의 같은 의미였다.
- 제1기갑사단 펠트헤른할레, 이전에 제60(보병/차량화보병)사단, 기갑척탄병사단 펠트헤른할레에서 개칭
- 제2기갑사단 펠트헤른할레, 이전에 제13(보병/차량화보병/기갑)사단에서 개편
- 기갑사단 홀슈타인 (Holstein)
- 기갑사단 유터보흐 (Juterbog)
- 기갑사단 켐프 (Kempf), 일부는 육군, 일부는 무장친위대에서 차출하여 편성
- 기갑사단 쿠마르크 (Kurmark)
- 기갑교도사단 (때로는 제130기갑사단으로 표기하기도 함)
- 기갑사단 뮌헨베르크 (Munchenberg)
- 기갑사단 되베리츠 (Döberitz), 나중에 제기갑사단 슐레지엔(Schlesien)으로 개칭
- 기갑사단 타트라 (Tatra), 나중에 제기갑훈련사단 타트라, 제232기갑사단으로 개칭

### 경기갑사단
“경”(leichte)이란 용어는 제2차 세계 대전 당시 독일군에서 여러 가지 의미를 가졌다. 경사단은 총 5개가 있었다. 처음 창설된 4개 사단은 전쟁 전에 기존 기병을 기계화부대로 재편하면서 편성되었고, 5번째 사단은 북아프리카의 이탈리아군을 지원하기 위해 몇 개의 독립 기계화 부대들을 모아 창설하였다. 1~4 경기계화사단은 1939년 폴란드 전역 종료 후 정규 기갑 사단으로 개편되었고, 5경기계화사단은 1943년에 제21기갑 사단으로 재편되었다. 독일군 수뇌부에서 경기계화사단이란 편제가 굳이 필요없다고 판단했기 때문이었다.
- 제1경기갑사단 (제6기갑사단으로 개편)
- 제2경기갑사단 (제7기갑사단으로 개편)
- 제3경기갑사단 (제8기갑사단으로 개편)
- 제4경기갑사단 (제9기갑사단으로 개편)
- 제5아프리카 경기계화사단 (제21기갑사단으로 개편)

다른 이유로 “경”이라는 이름이 붙은 사단들은보병사단 목록에 있다.

### 보병사단

#### 병과
독일보병사단들은 여러 가지 목적과 특징에 따라 파생형(variety)들이 존재한다. 주요한 파생형은 다음과 같다.
| 명칭                                           | 설명 |
| ---------------------------------------------- | --- |
| 요새 (Festung 페슈퉁[*])                       | 이 "사단"은 요지 방어를 위해 운용된 편성기준이 없는 부대다. 대개 2~3개 대대나 그 이하의 규모로 편성되었다. |
| 척탄병(Grenadier 그레나디어[*])                | 척탄병은 18세기 이래 프로이센군의 척탄병 전통을 딴 명칭으로 정예병을 상징하는 단어였으나 이 시기에 이르러서는 그냥 일반 보병부대를 호칭하는 단어가 되었다. |
| 엽병(Jager 예거[*])                            | 부분적으로 말 또는 자동화된 수송체계와 경포병대로 장비되었고, 정규보병사단에 비해 작은 규모였다. 이들 중 몇몇 사단은 산악사단과 거의 똑같았고, 일부는 "Gebrigsjaeger"(산악엽병)이라고 호칭되었다. 다만, 아프리카 군단(DAK) 소속이었던 경사단에는 적용되지 않는다. 제5, 9, 164, 999경기계화사단은 기계화사단으로 분류된다. |
| 차량화보병                                     | 보병 및 무기 체계가 장갑차나 오토바이, 트럭 같은 군용차량으로 장비한 부대. 대개 정통보병사단보다는 규모가 작다. |
| 서수사단                                       | 지역거점 사단의 종류로 이름에 종류를 나타내는 다른 어떠한 수식없이 오로지 단대호 서수만 있는 사단이다. |
| 기갑척탄병(Panzergrenadier 판처그레나디어[*])  | 기계화보병에 해당한다. 전차부대나 돌격포 부대와 함께 행동하며 보전협동전술을 구사한다. 현재 독일 연방군도 이 명칭을 사용한다 |
| 국경주둔 (bodenstandige 보덴슈탄디게[*])       | 이 사단들은 소속 포병대조차 충분히 수송할 수 없었다. 이들 중 많은 수가 동부전선에서 서부전선으로 보내져 대서양 일대 해안경비 임무를 맡았다. |
| 국민척탄병(Volksgrenadier 폴크스그레나디어[*]) | 전쟁 후반기에 정규 편제 사단에 비해 병력과 장비가 축소되어 창설된 사단들이다. 많은 경우 이전에 전멸하거나 괴멸된보병사단을 재편하는 과정에서 창설되었다. Volksgrenadier란 이름은 히틀러가 사기 진작을 위해 붙인 선동적인 단어일뿐, 전투 능력이 정규보병사단보다 뛰어나지 않았고, 뒤떨어졌다.                              |
| 특수배치 (z. b. V.)                            | 특별한 상황에 대응하기 위해 만들어진 임시편성 부대를 나타낸다(예: 아프리카 특수배치사단) 미군의 태스크포스와 같은 존재이지만 전투단(Kampgruppe 캄프그루페[*])과는 또 다르다. |

위에 언급된 사단들은 약 3번 정도 걸쳐 편제 규모가 축소되었다. 사단당 3개 대대로 구성된 3개 보병연대가 2개 대대씩을 가진 2개 연대로 축소되는 것이다.

#### 서수사단
- 제1보병사단
- 제2차량화보병사단 - 나중에 제12기갑사단으로 개편
- 제3보병사단 - 나중에 제3기갑척탄병사단으로 개편
- 제4보병사단 - 나중에 제14기갑사단으로 개편)
- 제5보병사단 - 나중에 제5엽병사단으로 개편. 제5경기계화사단과는 관계가 없다.
- 제6보병사단 - 나중에 제6척탄병사단, 제6국민척탄병사단으로 개칭
- 제7보병사단
- 제8보병사단 - 나중에 제8엽병사단으로 개칭
- 제9보병사단 - 나중에 제9국민척탄병사단으로 개칭
- 제10보병사단 - 나중에 제10차량화보병사단, 제10기갑척탄병사단으로 개편
- 제11보병사단
- 제12보병사단 - 제12국민척탄병사단으로 개편
- 제13보병사단 - 제13차량화보병사단, 제13기갑사단, 제2기갑사단 펠트헤른할레로 개편.
- 제14보병사단 - 제14차량화보병사단으로 개편되었다가 다시 14보병사단으로 환원함.
- 제14공군보병사단: 이 부대는 원래 공군 소속의 제14공군야전사단이었다가 육군으로 이관되었다.
- 제15보병사단
- 제15기갑척탄병사단 - 이전에 제33보병사단으로 출발하였다. 제15기갑사단으로 개칭. 제15보병사단과는 관계가 없다.
- 제16보병사단 - 이후에 부대가 재편되면서 2개로 나뉘었다.
  - 제16기갑사단,
  - 제16차량화보병사단 - 나중에 제16기갑척탄병사단, 제116기갑사단으로 재편됨.
- 제16공군보병사단 - 나중에 제16국민척탄병사단으로 개칭됨. 이 부대도 원래는 공군 소속 제14공군야전사단이 모체였다.
- 제17보병사단
- 제18보병사단 - 나중에 제18차량화보병사단, 제18기갑척탄병사단으로 개편됨.
- 제18국민척탄병사단 - 제18보병사단과는 관계가 없다.
- 제19보병사단 - 나중에 제19기갑사단으로 개편
- 제19척탄병사단 - 나중에 제19국민척탄병사단으로 개칭. 이 부대도 공군 소속 제19공군야전사단이 모체로서 다시 제19공군돌격사단으로 개칭되었다.
- 제20차량화보병사단 - 제20기갑척탄병사단으로 개편됨.
- 제21보병사단
- 제22보병사단 - 나중에 제22강하엽병사단이 되었다가 다시 제22국민척탄병사단으로 개칭
- 제23보병사단 - 제26기갑사단으로 개편됨. 제26기갑사단으로 개편된 후 제23보병사단의 일부로 다시 새로운 제23보병사단을 창설한다.
- 제24보병사단
- 제25보병사단 - 제25차량화보병사단을 거쳐 제25기갑척탄병사단으로 개편
- 제26보병사단 - 나중에 제26국민척탄병사단으로 개칭
- 제27보병사단 - 나중에 제17 기갑 사단으로 개편
- 제28보병사단 - 나중에 제28엽병사단으로 개칭
- 제29보병사단 - 제29차량화보병사단, 제29기갑척탄병사단으로 개편
- 제30보병사단
- 제31보병사단 - 나중에 제31척탄병사단, 제31국민척탄병사단으로 개칭
- 제32보병사단
- 제33보병사단 - 나중에 제15기갑사단, 제15기갑척탄병사단으로 개편됨.
- 제34보병사단
- 제35보병사단 - 제35국민척탄병사단으로 개칭
- 제36보병사단 - 나중에 제36차량화보병사단으로 개편된 후 다시 제36보병사단으로 환원하였다가 제36척탄병사단을 거쳐 최종적으로 제36국민척탄병사단로 개칭되었다.
- 제38보병사단
- 제39보병사단 - 제41요새사단으로 개편되었다가 제41보병사단으로 환원
- 제41보병사단 - 이전에 제39보병사단을 모체로 편성. 제41요새사단으로 개편
- 제42보병사단 - 제187예비사단을 모체로 편성
- 제44보병사단 - 나중에 제44국가척탄병사단 호흐 운트 도이치마이스터로로 개칭
- 제45보병사단 - 제45척탄병사단, 제45국민척탄병사단 등으로 개칭됨
- 제46보병사단
- 제47보병사단 - 이전에 사단번호 156, 156예비사단이 모체이며, 47국민척탄병사단으로 개칭됨
- 제48보병사단 - 48국민척탄병사단으로 개칭
- 제49보병사단
- 제50보병사단
- 제52보병사단 - 나중에 제52야전훈련사단으로 전환되었다가 52보안사단으로 개편
- 제56보병사단
- 제57보병사단
- 제58보병사단
- 제59보병사단
- 제60보병사단 - 나중에 제60차량화보병사단, 기갑척탄병 사단 펠트헤른할레 등을 거쳐 마지막에는 제1기갑사단 펠트헤른할레로 개편
- 제61보병사단 - 제61국민척탄병사단으로 개칭
- 제62보병사단 - 나중에 제62국민척탄병사단으로 개칭
- 제64보병사단
- 제65보병사단
- 제68보병사단
- 제69보병사단
- 제70정지사단[1]
- 제71보병사단
- 제72보병사단
- 제73보병사단
- 제75보병사단
- 제76보병사단
- 제77보병사단
- 제78보병사단 - 나중에 제78(돌격/척탄병/국민척탄병/국민돌격(Volks-Sturm))사단으로 개칭
- 제79보병사단 - 나중에 제79국민척탄병사단으로 개칭
- 제80보병사단
- 제81보병사단
- 제82보병사단
- 제83보병사단
- 제84보병사단
- 제85보병사단
- 제86보병사단
- 제87보병사단
- 제88보병사단
- 제89보병사단
- 제90경보병사단, 이전에 아프리카 특수배치사단; 후에 제90(아프리카 경/기갑척탄병)사단으로 개칭
- 제91보병사단 - 나중에 제344보병사단으로 개편
- 제92보병사단
- 제93보병사단
- 제94보병사단
- 제95보병사단 - 나중에 제95국민척탄병사단으로 개칭
- 제96보병사단
- 제97경보병사단 - 나중에 제97엽병(Jager)사단으로 개칭
- 제98보병사단
- 제99경보병사단 - 나중에 제7산악사단으로 개편
- 제100경보병사단 - 나중에 제100경보병 사단으로 개칭
- 제101경보병사단 - 나중에 제101경보병 사단으로 개칭
- 제102보병사단
- 제104경보병사단
- 제106보병사단
- 제110보병사단
- 제114경보병사단
- 제117경보병사단
- 제118경보병사단
- 제121보병사단
- 제122보병사단
- 제126보병사단
- 제133요새사단
- 제136특수배치사단
- 제140특수배치사단 - 제9산악사단이기도 하다
- 제141예비사단
- 제143예비사단
- 제147예비사단
- 제148예비사단
- 제149야전훈련사단
- 제150야전훈련사단
- 제151사단 - 나중에 제151예비사단
- 제152사단
- 제153사단, 나중에 제153(예비/야전훈련/척탄병)사단으로 개칭
- 제154사단, 나중에 제154(예비/야전훈련/보병)사단으로 개칭
- 제155사단, 나중에 제155(차량화보병/기갑/예비기갑)사단
- 제155야전훈련사단 (나중에 제155보병사단) - 사단번호 155, 와는 관계가 없다.
- 제156사단, 나중에 제156예비사단, 제47(보병/국민척탄병)사단으로 개칭
- 제156야전보충병사단, 나중에 제156보병사단
- 제157사단 - 나중에 제157(예비/산악)사단, 제8산악사단
- 제158사단 - 나중에 제158예비사단)
- 제159사단, 나중에 제159(예비/보병)사단으로 개편
- 제160사단, 나중에 제160(예비/보병)사단으로 개편
- 제161보병사단
- 제162보병사단, "제162보병사단 투르키스탄"으로 외국인부대가 됨
- 제163보병사단
- 제164보병사단, 나중에 크레타 요새사단로 개편되었고, 다음과 같이 분리되었다.
  - 크레타 요새여단
  - 제164 아프리카 경사단
- 제165예비사단
- 제166예비사단
- 제167국민척탄병사단
- 제169보병사단
- 제170보병사단
- 제171예비사단
- 제172예비사단
- 제173예비사단
- 제174예비사단
- 제181보병사단
- 제182예비사단
- 제183국민척탄병사단
- 제187예비사단, 나중에 제42경보병사단)
- 제188사단, 나중에 제188예비산악사단, 제188산악사단
- 제189예비사단
- 제191예비사단
- 제196보병사단
- 제198보병사단
- 제199보병사단
- 제201보안사단
- 제203보안사단
- 제205보병사단 (이전에 제14예비사단)
- 제206보병사단
- 제207보병사단 (나중에 제207보안사단)
- 제208보병사단
- 제210해안방어사단
- 제211국민척탄병사단
- 제212보병사단 (나중에 제578국민척탄병사단, 제212국민척탄병사단)
- 제213보안사단
- 제214보병사단
- 제217보병사단
- 제218보병사단
- 제221보안사단
- 제228보병사단
- 제230해안방어사단
- 제233 기갑척탄병 사단
- 제242정지사단
- 제243정지사단
- 제246국민척탄병사단
- 제250보병사단 - 독일군에서 복무한 에스파냐 자원병으로 편성된 사단이다.
- 제256국민척탄병사단
- 제257국민척탄병사단
- 제269보병사단
- 제270요새보병사단
- 제271국민척탄병사단
- 제272국민척탄병사단
- 제274정지사단
- 제275보병사단
- 제276국민척탄병사단
- 제277국민척탄병사단
- 제280요새보병사단
- 제281보안사단 - 나중에 제281보병사단으로 개편
- 제285보안사단
- 제286보안사단
- 제291보병사단
- 제295보병사단 - 나중에 제295 요새보병사단으로 개칭
- 제302정지사단 (나중에 제302보병사단)
- 제320국민척탄병사단
- 제325보안사단
- 제326국민척탄병사단
- 제331보병사단
- 제332정지사단 (나중에 제332보병사단)
- 제334보병사단
- 제337국민척탄병사단
- 제340국민척탄병사단
- 제344정지사단 (나중에 제344보병사단)
- 제345차량화보병사단
- 제347국민척탄병사단
- 제349국민척탄병사단
- 제351보병사단
- 제352보병사단 (나중에 제352국민척탄병사단)
- 제361국민척탄병사단
- 제363국민척탄병사단
- 제381야전훈련사단
- 제382야전훈련사단
- 제386차량화보병사단
- 제388야전훈련사단
- 제390보안사단
- 제390야전훈련사단
- 제391보안사단
- 제391야전훈련사단
- 제402훈련사단
- 제403보안사단
- 제444보안사단
- 제454보안사단
- 제462국민척탄병사단
- 제526예비사단
- 제541척탄병사단 - 나중에 제541국민척탄병사단으로 개칭
- 제542척탄병사단 - 나중에 제542국민척탄병사단으로 개칭
- 제543척탄병사단
- 제544척탄병사단 - 나중에 제544국민척탄병사단으로 개칭
- 제545척탄병사단 - 나중에 제545국민척탄병사단으로 개칭
- 제546척탄병사단
- 제547척탄병사단 - 나중에 제547국민척탄병사단으로 개칭
- 제548척탄병사단 - 나중에 제548국민척탄병사단으로 개칭
- 제549척탄병사단 - 나중에 제549국민척탄병사단으로 개칭
- 제550척탄병사단
- 제551척탄병사단 - 나중에 제551국민척탄병사단으로 개칭
- 제552척탄병사단
- 제553척탄병사단 - 나중에 제553국민척탄병사단으로 개칭
- 제558척탄병사단 - 나중에 제558국민척탄병사단으로 개칭
- 제559척탄병사단 - 나중에 제559국민척탄병사단으로 개칭
- 제560척탄병사단 - 나중에 제560국민척탄병사단으로 개칭
- 562 척탄병사단 동프로이센(Ostpreußen) 2 (나중에 제562국민척탄병사단)
- 제563척탄병사단 - 나중에 제563국민척탄병사단으로 개칭
- 제564척탄병사단 - 나중에 제564국민척탄병사단으로 개칭
- 제565국민척탄병사단
- 제566국민척탄병사단
- 제567국민척탄병사단
- 제568국민척탄병사단
- 제569국민척탄병사단
- 제570국민척탄병사단
- 제571국민척탄병사단
- 제572국민척탄병사단
- 제573국민척탄병사단
- 제574국민척탄병사단
- 제575국민척탄병사단
- 제576국민척탄병사단
- 제577국민척탄병사단
- 제578국민척탄병사단 - 이전에 제212보병사단이 모체. 후에 제212국민척탄병사단으로 개편됨
- 제579국민척탄병사단
- 제580국민척탄병사단
- 제581국민척탄병사단
- 제582국민척탄병사단
- 제583국민척탄병사단
- 제584국민척탄병사단
- 제585국민척탄병사단
- 제586국민척탄병사단
- 제587국민척탄병사단
- 제588국민척탄병사단
- 제600보병사단
- 제650보병사단
- 제702정지사단
- 제703보병사단
- 제704보병사단
- 제707보병사단
- 제708정지사단 - 나중에 제708(해안방어/국민척탄병)사단으로 개칭
- 제709정지사단
- 제710정지사단
- 제711보병사단
- 제712보병사단
- 제713보병사단
- 제714보병사단
- 제715보병사단
- 제716정지사단 - 나중에 제716국민척탄병사단으로 개칭
- 제717보병사단
- 제718보병사단
- 제719보병사단
- 제805사단
- 제999아프리카경사단

#### 명칭사단
- 퓌러호위사단, 히틀러의 동부전선 사령부를 경비하기 위해 창설된 경비여단
- 퓌러척탄병사단
- 기갑척탄병사단 브란덴부르크(Brandenburg)
- 제기갑척탄병사단 펠트헤른할레 (이전에 제60보병사단, 제60차량화보병 사단; later 제1기갑사단 펠트헤른할레)
- 기갑척탄병사단 그로스도이칠란트(Großdeutschland)
- 교도척탄병사단, "기갑교도사단"과는 관계가 없음.
- 알펜 엽병사단
- 폰 브로이치/폰 만토이펠 사단; 1942년 11월 ~ 1943년 5월, 튀니지에서 활동

### 산악사단
- 제1스키사단

- 제1산악사단
- 제2산악사단
- 제3산악사단
- 제4산악사단
- 제5산악사단
- 제6산악사단
- 제7산악사단
- 제8산악사단
- 제9산악사단
- 제188산악사단

### 기병사단
데이비스에 따르면 독일군의기병사단은 기마보병대고, 코사크 부대는 러시아군기병사단을 모델로 한 진짜 기병 사단이었다.
- 제1기병사단 (나중에 제24기갑사단)
- 제3기병사단
- 제4기병사단
- 코삭기병사단, 이 부대는 뒤에 무장친위대로 전속되어 제1,2코삭기병사단으로 분할되었다.

### 그 외
- 지역방위사단
  - 제14지역방위사단, 나중에 제205보병사단
  - 제97지역방위사단
- 요새사단
  - 단치히 요새사단 (Danzig)
  - 프랑크푸르트/오데르 요새사단 (Frankfurt/Oder)
  - 고텐하펜 요새사단 (Gotenhafen)
  - 크레타 요새사단  (Kreta), 이전에 제164보병사단, 이후 제164아프리카 경사단으로 분리/개편됨)
  - 쉬테틴 요새사단 (Stettin)
  - 스비네문델 요새사단 (Swinemunde)
  - 바샤우 요새사단 (Warschau)
- 훈련사단
  - 바이에른 훈련사단
  - 쿠어란트 훈련사단
  - 노르트 훈련사단

### 포병사단
- 제18포병사단 (옛 제18기갑사단)
- 제309포병사단
- 제310포병사단
- 제311포병사단
- 제312포병사단
- 제397포병사단

### 야전보충병사단
- A 야전보충병사단
- B 야전보충병사단
- C 야전보충병사단
- D 야전보충병사단
- E 야전보충병사단
- F 야전보충병사단

## 전쟁해군

### 해군보병사단
해군보병사단도 독일 공군(제2차 세계 대전)과 마찬가지로 전쟁 후반에 남아돌게 된 수병들로 편성된 사단으로 주로 동부전선에 배치되었다. 발트해와 북해가 당시 독일 해군의 주요 활동 무대였던 탓이기도 하다.
- 제1해군보병사단
- 제2해군보병사단
- 제3해군보병사단
- 제11해군보병사단
- 제16해군보병사단
- 고텐하펜 해군보병사단 (Gotenhafen)

## 공군 (Luftwaffe)

### 헤르만 괴링 사단
헤르만 괴링 사단은 작은 경찰 조직에서 시작하여, 공군 소속 방공포 부대(88mm)를 거쳐 독립적인 기갑군단으로 발전하였다. 후에 "Fallschirm"(강하) 란 표현이 순전히 명예적인 수식어로 붙었으며, 전쟁 기간 대부분을 "낙하"와는 관계없는 전투부대로 보냈다. 약칭해서 "HG"라고도 한다.
- 헤르만 괴링 사단, 뒤에 헤르만 괴링 기갑사단으로 재편되고, 다시 "제1 헤르만 괴링 공수기갑사단으로 개칭되었다.
- 제2 헤르만 괴링 공수기갑사단

### 강하엽병사단
공수부대의 존재를 비밀로 유지하기 위해 독일 강하엽병는 이름을 공군(루프트바페) 사단의 시리즈로 "Flieger"라 이름 붙였다. 이 단어는 영어로 Flier에 해당하는 데, 이 경우에 들어맞는 한국어 단어가 애매하다. Flier는 사전 정의에서 군사 용어로는 비행사, 비행기, 항공병 등으로 번역하는 것으로 되어 있다. 다만, '7th Flieger Division'은 영어로 '7th Air Division'으로 번역한다고 하는데, 이 경우에는 항공사단 정도로 번역이 가능하다.
제2차 세계 대전 중의 연합군이 "푸른 악마"라는 별명으로도 불렀던 강하엽병사단은 전쟁 초반기에는 용맹과 악명을 날렸지만, 전쟁 후반기로 접어들면서 명목상의 강하엽병사단으로 변해버렸다. '팔슈름예거'란 말은 본래 "낙하산병" 정도로 번역하는 독일어의 보통명사였지만, 고유명사처럼 제2차 세계 대전 중의 독일 공수부대를 가리키는 말로 정착되었다(현용 독일 연방군의 공수부대도 이 단어를 사용하긴 한다). 전쟁 중후반기에 대부분의 공수부대원들은 실제 강하 훈련도 거의 받지 못했고차량화보병부대 정도였다. 할 일이 없어진 공군 소속의 유휴 인력들을 대거 전투부대로 전속시킨 탓이다. 자연스레 전투력도 낮은 편이었다. 다만, 초기에 창설된 몇 개의 사단은 여전히 왕성한 전투력을 끝까지 유지하였다.
- 제1강하엽병사단
- 제2강하엽병사단
- 제3강하엽병사단
- 제4강하엽병사단
- 제5강하엽병사단
- 제6강하엽병사단
- 제7강하엽병사단
- 제8강하엽병사단
- 제9강하엽병사단
- 제10강하엽병사단
- 제11강하엽병사단
- 제20강하엽병사단
- 제21강하엽병사단

### 공군야전사단
아래는 독일 공군이 조직한 보병사단이다. 1942년 10월부터 헤르만 괴링 공군제국원수가 육군에 대한 견제 차원에서 창설을 시도했으며, 20~25만의 인력을 차출해 구성했다. 공군 소속이었으나 상위 편제(군단/군/집단군)의 육군에 배속되어 지휘를 받았고, 넘버링을 유지하고 육군 소속 기존 사단들과 구별하기 위해 "공군(Luftwaffe)"이란 명칭을 덧붙여 사용했다.
- 제1공군야전사단
- 제2공군야전사단
- 제3공군야전사단
- 제4공군야전사단
- 제5공군야전사단
- 제6공군야전사단
- 제7공군야전사단
- 제8공군야전사단
- 제9공군야전사단
- 제10공군야전사단
- 제11공군야전사단
- 제12공군야전사단
- 제13공군야전사단
- 제14공군야전사단
- 제15공군야전사단
- 제16공군야전사단
- 제17공군야전사단
- 제18공군야전사단
- 제19공군야전사단
- 제20공군야전사단
- 제21공군야전사단
- 제22공군야전사단

제16공군야전사단은 육군으로 이관되어 제16공군보병사단(후에 제16국민척탄병사단으로 개칭)이 되었다.
제19공군야전사단은 후에 공군 제19돌격(Sturm)사단으로 개칭되었고, 육군으로 이관되어 19척탄병사단이 됨(후에 19국민척탄병사단으로 개칭)
제20공군야전사단은 후에 20공군돌격사단으로 개칭되었다.

### 훈련사단
- 제1훈련사단
- 공수훈련보충사단

### 대공포사단
대공포사단은 실제 지상전투를 위한 제병연합사단이라기보다는 지역별로 배치된 대공포(독일군은 Flak로 약칭)부대를 지휘하기 위한 사령부격의 존재였다.
- 제1대공포사단
- 제2대공포사단
- 제3대공포사단
- 제4대공포사단
- 제5대공포사단
- 제6대공포사단
- 제7대공포사단
- 제8대공포사단
- 제9대공포사단
- 제10대공포사단
- 제11대공포사단
- 제12대공포사단
- 제13대공포사단
- 제14대공포사단
- 제15대공포사단
- 제16대공포사단
- 제17대공포사단
- 제18대공포사단
- 제19대공포사단
- 제20대공포사단
- 제21대공포사단
- 제22대공포사단
- 제23대공포사단
- 제24대공포사단
- 제25대공포사단
- 제26대공포사단
- 제27대공포사단
- 제28대공포사단
- 제29대공포사단
- 제30대공포사단
- 제31대공포사단

## 무장친위대
아래 목록은 종류(보병, 산악, 기갑 등)와 상관없이 모든 무장친위대 (WaffenSS) 소속 사단이다. 명칭은 사단이지만, 대부분 "사단"의 실제 규모는 전투단과 같이 소규모로서 연대나 대대급도 많다. 명목상의 사단이 대부분인 아래 목록에서 사단 편제를 유지한 부대는 "무장친위대의 트리오"라고 불리던 LSSAH, 다스라이히, 토텐코프를 비롯하여, 5 SS 기갑사단 비킹, 12 SS 기갑사단 히틀러유겐트 등 10여개 사단이 안되었다.
WaffenSS의 모체인 제SS의 원칙에 따르면 독일인들만이 소속되어야 할 것 같지만, 실제로는 다국적으로 구성되었고, 그 중에는 무슬림들도 있었다.
| 목록                                          | 비고 |
| --------------------------------------------- | --- |
| 제1SS기갑사단 퓌러경호친위대 아돌프 히틀러    | 퓌러경호부대로 출발. 1942년에 기갑사단으로 개편                                                              |
| 제2SS기갑사단 다스 라이히                     | 1941년 4월에 기갑사단으로 개편.                                                                              |
| 제3SS기갑사단 토텐코프                        | 1940년에 사단으로 개편.                                                                                      |
| 제4SS경찰기갑척탄병사단                       | 경찰대원을 주축으로 창설. 1943년에 기갑척탄병사단이 됨.                                                      |
| 제5SS기갑사단 비킹                            | 1940년 편성. 게르만계 외국인들로 구성된 첫번째 사단. 독일인 사단못지 않은 용맹성을 발휘.                     |
| 제6SS산악사단 노르트                          | 1941년 편성. 주로 핀란드에서 싸웠고, 전쟁 후반부 서부전선에 괴멸.                                            |
| 제7SS의용산악사단 프린츠 오이겐               | 1942년 독일계 세르비아인들로 구성. 유고슬라비아의 빨치산 토벌에 주력                                         |
| 제8SS기병사단 플로리안 가이어                 | 1942년SS기병여단의 확장으로 편성.                                                                            |
| 제9SS기갑사단 호엔슈타우펜                    | 1942년 창설. 마켓 가든 작전 중 아른헴 전투으로 유명해짐.                                                     |
| 제10SS기갑사단 프룬츠베르크                   | 1942년 창설. 10 SS사단과 함께 마켓 가든 작전으로 유명해짐.                                                   |
| 제11SS의용기갑척탄병사단 노르트란트           | 1943년 창설. 외인부대와 비킹 사단 일부를 합쳐서 창설. 베를린 공방전에서 전멸.                                |
| 제12SS기갑사단 히틀러유겐트                   | 1943년 히틀러 청소년단의 대원들과 LSSAH에서 차출한 장교 및 부사관으로 창설.                                  |
| 제13무장SS산악사단 한트샤르 (제1크로아티아)   | 1943년 프린츠 오이겐사단과 크로아티아 반공의용군을 중심으로 편성. 잦은 반란 등으로 13SS산악척탄병연대로 축소 |
| 제14무장SS척탄병사단 갈리치엔 (제1우크라니아) | 우크라이나인들로 구성되어 창설.                                                                              |
| 제15무장SS척탄병사단 (제1레트란트)            | 제라트비아 경찰을 중심으로 편성. 베를린 공방전에서 전멸.                                                     |
| 제16SS기갑척탄병사단 SS국가지도자             | 1943년, 코르시카섬의 게릴라 토벌을 위해 창설                                                                 |
| 제17SS기갑척탄병사단 괴츠 폰 베를리힝겐       | 1943년, 독일인들로 편성                                                                                      |
| 제18SS의용기갑척탄병사단 호르스트 베셀        | 1944년, 헝가리와 유고슬라비아의 나치당원을 모아 창설.                                                        |
| 제19무장SS척탄병사단 (제2레트란트)            | 라트비아인들로 구성된 사단                                                                                   |
| 제20무장SS척탄병사단 (제1에스토니아)          | 에스토니아인들로 편성된 사단                                                                                 |
| 제21SS산악사단 스칸더베르크 (제1알바니아)     | 알바니아인 나치당원으로 편성. 1944년에 해산하여 21산악척탄병연대로 편입됨.                                   |
| 제22SS의용기병사단 마리아 테레사              | 헝가리인들로 창설된 기병사단. 플로리안 가이어와 함께 부다페스트 공방전에서 전멸.                             |
| 제23무장SS산악사단 카마                       | 반공 크로아티아인과 독일인 일부로 창설. 곧 해산됨.                                                           |
| 제23SS의용기갑척탄병사단 네데를란트           | SS 23사단 "Kama" 해산후 네덜란드인들로 창설된 사단. 번호는 같지만 카마와는 관계없다.                         |
| 제24무장SS산악병사단 이탈리아                 | 독일계 이태리인들로 창설된 사단. 대빨치산전에 종사.                                                          |
| 제25무장SS척탄병사단 훈야디 (제1헝가리)       | 헝가리인들로 편성된 사단.                                                                                    |
| 제26무장SS척탄병사단 (제2헝가리)              | 1944년 8월 창설                                                                                              |
| 제27SS의용척탄병사단 랑게마르크               | |
| 제28SS의용척탄병사단 발로니엔                 | 벨기에인 나치당원들로 편성. 명칭은 사단이나 실제 규모는 여단급 부대였음.                                     |
| 제29무장SS척탄병사단 (제1러시아)              | 연대급 부대로 창설 후 바로 30사단으로 편입됨.                                                                |
| 제29무장SS척탄병사단 (제1이탈리아)            | 사단 번호는 같지만 제1러시아 사단과는 관계가 없다.                                                           |
| 제30무장SS척탄병사단 (제2러시아)              | SS29사단과 소련군 탈영병을 모아 만든 부대. 1944년 전멸                                                       |
| 제31SS의용척탄병사단                          | Bohmen-Mahren 또는 Batschka 등의 이름으로도 알려졌다. 1945년 창설.                                           |
| 제32SS의용척탄병사단 1월 30일                 | 나치의 정권장악일(1월 30일)을 기념하여 붙인 이름이다.                                                        |
| 제33SS무장기병사단 (제3헝가리)                | |
| 제33무장SS척탄병사단 샬레마뉴 (프랑스1)       | 33SS기병사단과는 사단번호는 같지만 관계없다.                                                                 |
| 제34SS의용척탄병사단 란트슈토름 네데를란트    | |
| 제35SS경찰척탄병사단                          | |
| 제36무장SS척탄병사단 딜레방거                 | 제바르샤바 봉기 진압작전으로 악명을 날린 딜레방어 여단을 승격시킨 부대.                                      |
| 제37SS의용기병사단 뤼초프                     | |
| 제38SS척탄병사단 니벨룽겐                     | |

또한 켐프 기갑사단(Kempf)는 임시 조직으로 육군(Heer)과 무장친위대(WaffenSS)의 혼성부대였다.

## 같이 보기
- 독일 국방군의 군 목록
- 독일 국방군의 군단 목록

## 참고 자료
- Astel, John; Goodwin, A. E.; Long, Jason; Bengtsson,, Sven Ake; &; Parmenter, James D. (1998). 《Orders of Battle". Data booklet from the Europa game Storm Over Scandinavia》. Grinnel, Iowa: Game Research/Design. ISBN 1-86010-091-0..
- Davies, W.J.K. (1981). 《Germany Army Handbook 1939-1945》. New York: Arco Publishing, Inc. ISBN 0-668-04291-5.
- Parada, George (2004). “Panzer Divisions 1940-1945”. 2005년 4월 1일에 확인함.
- Yeide, Harry (2004). 《The Tank Killers, A History of America's World War II Tank Destroyer Force》. Havertown, PA.: Casemate Publishers. 209쪽. ISBN 1-932033-26-2..